# Saurmag II d'Ibèria
Saurmag II (en georgià : საურმაგ II, llatinitzat Sauromaces) fou rei d'Ibèria del 361 al 368.
El rei anterior Mirian III, que era d'origen persa, va ser substituït per Saurmag, de la mateixa família (net de Mirian III, i fill de Rev II d'Ibèria), però que no va tenir bones relacions amb el xa, ja que era pro-romà i cristià. La crònica georgiana l'ignora totalment però en canvi apareix sovint als escrits de l'historiador romà contemporani Ammià Marcel·lí.
Vers el 364 els perses van enderrocar el rei Àrsaces II d'Armènia. Segons els georgians Àrsaces va fugir cap a Ibèria (fet que no concorda amb les fonts armènies) i un exèrcit enviat per Saurmag el va restablir el 365. Sembla però que els ibers es limitarien a donar suport als elements favorables a Àrsaces. El 368 els perses envaïren Ibèria, van deposar Saurmag i van col·locar al tron al seu oncle Aspagur II (Aspacures dels romans, Varaz Bakur I de les cròniques georgianes). Sembla que això va passar molt ràpid (potser el mateix 364 segons Ammià Marcel·lí) però les fonts georgianes ho retarden a vers el 368.
No molt de temps després els romans del coemperador d'Orient, Valent, van enviar forces militars (12 legions) sota el comandament de Terenci, que van imposar la retirada parcial persa. Derrotat Aspagur II, va buscar un acord que es va concloure el 370 i que dividia el país en dues parts, una de les quals seria aliada romana governada per Saurmag II, i una altra part aliada dels sassànides, governada per Aspagur II (Varaz Bakur I), sembla que Aspagur II hauria mort poc després de signar l'acord. Conjuntament varen governar uns deu anys però la retirada de les forces romanes, que feien falta a altres llocs de l'imperi, va deixar Ibèria en mans dels perses, Sapor II va enviar al seu general Surena que va derrotar Saurmag II i Aspagur III (fill de Mirdat III) va ser coronat rei d'un regne reunificat (vers 378). La sort de Saurmag II no és coneguda.